# Kenza Filali
Kenza Filali, née le 27 décembre 1981, est une haltérophile algérienne.

## Carrière
Kenza Filali est médaillée d'argent dans la catégorie des moins de 48 kg aux Championnats d'Afrique 2009 à Kampala ainsi qu'aux Jeux panarabes de 2011 à Doha. Elle est médaillée de bronze à l'arraché, à l'épaulé-jeté et au total dans la catégorie des moins de 63 kg aux Championnats d'Afrique 2010 à Yaoundé.  